# Nupe
I Nupe (tradizionalmente chiamati Nufawa dagli Hausa e Tapa dagli Yoruba) sono un gruppo etnico originario dell'area della Middle Belt della Nigeria. Sono il gruppo etnico dominante nello Stato del Niger, un'importante minoranza nello Stato di Kwara, e sono presenti anche nello stato di Kogi e nel Territorio della capitale federale. Parlano la lingua nupe, appartenente al ramo nupoide delle lingue Volta-Niger, suddivisa in numerosi dialetti.

## Storia

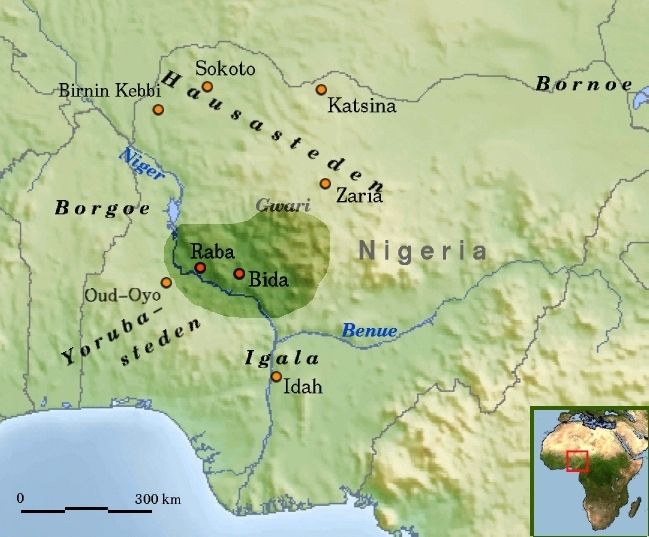
Il territorio nupe in Nigeria

Il regno Nupe emerse nel XIV-XV secolo, incastonato tra i fiumi Niger e Kaduna. Tuttavia, i Nupe come gruppo e comunità politica hanno una ricca storia che risale al 9.000 a.C., nelle aree di confluenza del medio Niger e del Benue. La maggior parte dei resoconti dell'antico regno sono leggende trasmesse verbalmente. In particolare, il re Jibiri adottò l’Islam intorno al 1770, segnando una pietra miliare significativa nella storia Nupe. Nel 1800, il governo di Ma'azu vide l'apogeo del regno, che divenne il più potente della Nigeria centrale, prima di essere indebolito dalle jihad fulani ed essere inglobato dal Califfato di Sokoto a guida Hausa-Fulani.
La vicinanza dei Nupe al popolo Yoruba-Igbomina nel sud e al popolo Yoruba-Oyo nel sud-ovest ha portato alla contaminazione reciproca di influenze culturali, attraverso il commercio e i conflitti nel corso dei secoli. Nel suo libro The Negro, lo studioso afroamericano W.E.B. Du Bois scrive che il commercio dei Nupe potrebbe essersi esteso fino a Sofala e all'Impero bizantino, con quest'ultimo dei quali, secondo quella che definì "leggenda credibile", ci fu addirittura uno scambio di ambasciate.
Lo stato successore del regno Nupe fu l'Emirato di Bida, stabilito nel 1835 e tuttora uno degli stati tradizionali della Nigeria. Il capo dell'emirato è l'Etsu Nupe, considerato il capo del popolo Nupe.

## Arte e cultura

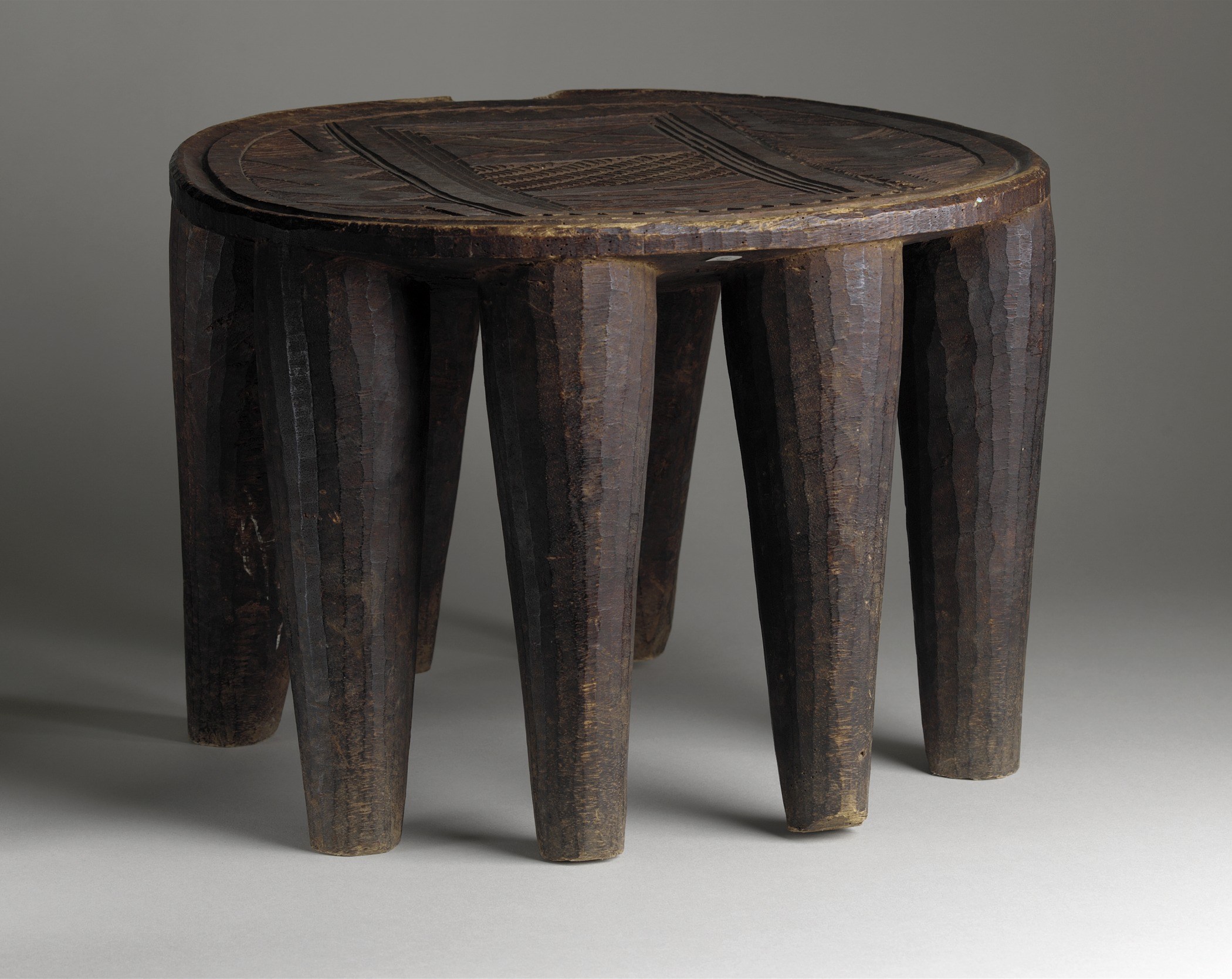
Sgabello ligneo con intagli, Los Angeles County Museum of Art.

I Nupe hanno l'usanza di portare segni tribali sul volto, a scopo ornamentale ma anche per identificare la famiglia a cui appartengono e il suo prestigio.
La loro arte è spesso astratta. Sono noti soprattutto per gli sgabelli di legno con motivi intagliati sulla superficie.
L'industria cinematografica nupe, chiamata anche Nupewood, parte della più ampia cinematografia nigeriana o Nollywood, ha preso il via alla fine degli anni 1990 e da allora ha prodotto più di mille film di intrattenimento rivolti al pubblico nupe.